# Roman Ingarden

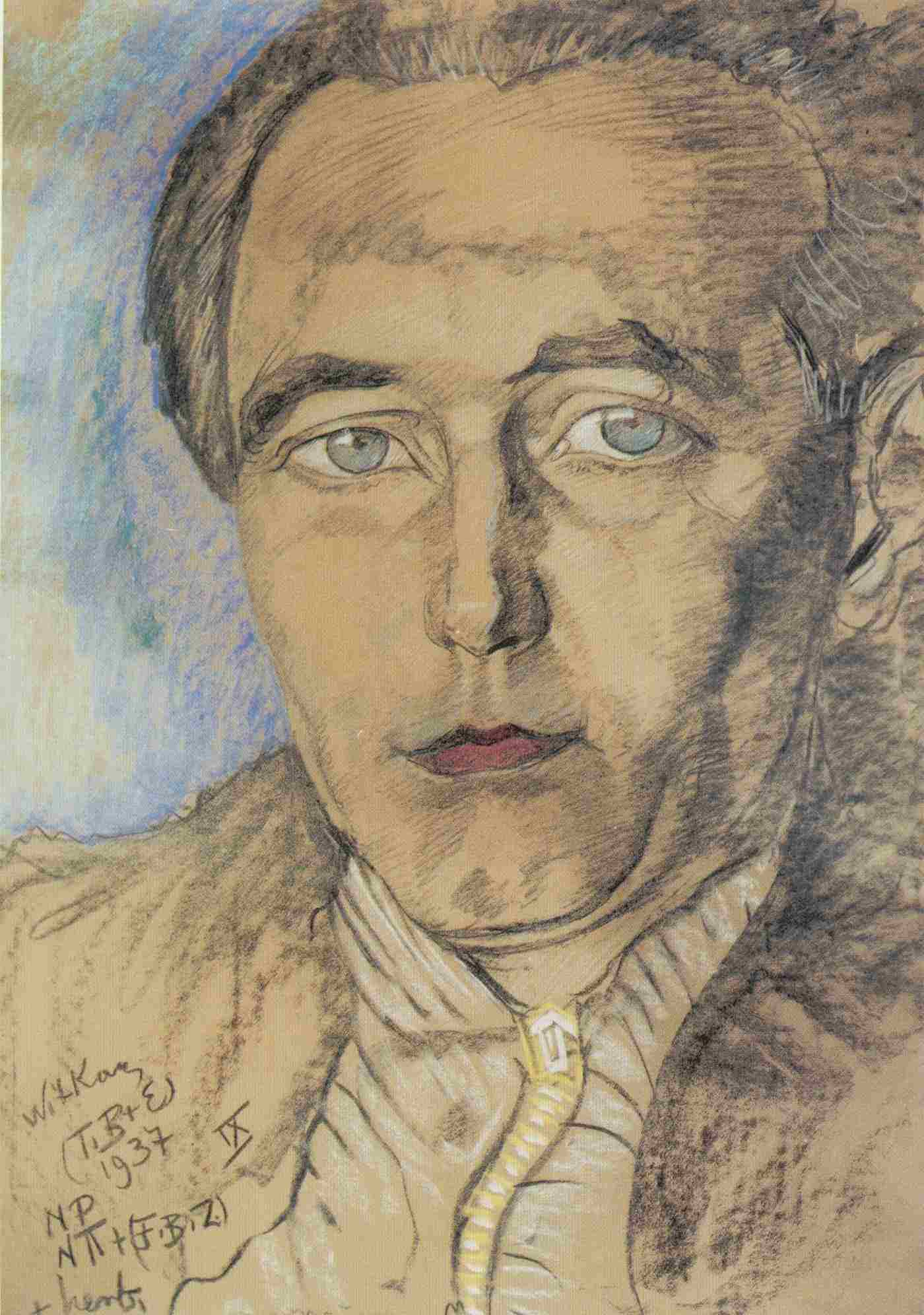
Roman Ingarden
Porträtzeichnung von Witkacy 1937

Roman Witold Ingarden (* 5. Februar 1893 in Krakau; † 14. Juni 1970 ebenda) war ein polnischer Philosoph, der auf Deutsch und Polnisch schrieb.

## Biographie
Ingarden studierte Mathematik und Philosophie an der Universität Lemberg bei dem Brentano-Schüler Kazimierz Twardowski. 1912 wechselte er an die Georg-August-Universität Göttingen, wo er bei dem Phänomenologen Edmund Husserl Philosophie studierte. 1918 promovierte er bei Husserl mit Über Intuition und Intellekt bei Henri Bergson an der Albert-Ludwigs-Universität Freiburg (siehe auch Henrie Begrson). Nach seiner Promotion kehrte Ingarden nach Polen zurück, wo er, an seiner Habilitation arbeitend, Mathematik, Psychologie und Philosophie an einem Gymnasium unterrichtete. 1925 wurde er Privatdozent an der Universität Lemberg und 1933 dort auf eine Professur berufen. 1946 wurde er auf einen Lehrstuhl an die Jagiellonen-Universität in Krakau berufen. 1949 erhielt er infolge des aufkeimenden Stalinismus ein Lehrverbot. 1957 wurde dieses Verbot wieder aufgehoben. 1963 wurde Ingarden emeritiert.
Ingarden war seit 1913 mit Edith Stein bekannt. In ihren Briefen offenbart sie eine zärtliche Zuneigung, auf die der Studienfreund jedoch nicht eingeht. Der Kontakt bricht 1938 ab. Nach ihrem Tod wandte sich Ingarden gegen eine Vereinnahmung der Philosophin Edith Stein durch die katholische Institution, der sie seit 1922 angehörte. Sie wurde 1998 heiliggesprochen.

## Wissenschaftliche Arbeit
Ingarden widmete sich vor allem der phänomenologischen Sicht auf Ontologie und Ästhetik. Er befasste sich mit der Schichtenstruktur von Kunstwerkkategorien, mit der schematischen Gestalt von Kunstwerken und der synthetischen Natur des Films. Außerdem hatte er mit seinen Schriften großen Einfluss auf die spätere Rezeptionsästhetik.
Sein besonderes Interesse galt der Ontologie. Seine Philosophie der Kunst legte er in dem zweibändigen Werk „Der Streit um die Existenz der Welt“ (1947, 1948) nieder. Daneben beschäftigte er sich auch mit der Philosophie der Literatur in „Das literarische Kunstwerk“ (1931), der Philosophie des Films in „Anmerkungen zur Filmkunst“ (1957), der Philosophie der Musik in „Untersuchungen zur Ontologie der Kunst“ (1962) sowie der Erkenntnistheorie und der Ästhetik in „Die Stellung der Erkenntnistheorie im System der philosophischen Wissenschaften“ (1925). Die transzendentale Wende des späten Husserl lehnte Ingarden ab. Zu Ingardens wichtigstem Schüler wurde der spätere Solidarność-Philosoph Józef Tischner.
Seine Werke hat er auf Polnisch und Deutsch verfasst. Seinen internationalen Ruhm erlangte er vor allem als Ästhetiker.

## Werke

### Werke auf Deutsch
- Intuition und Intellekt bei Henri Bergson. Darstellung und Versuch einer Kritik, Max Niemeyer, Halle 1921
- Essentiale Fragen. Ein Beitrag zum Problem des Wesens, Niemeyer, Halle 1925
- Über die Stellung der Erkenntnistheorie im System der Philosophie, Niemeyer, Halle 1925.
- Das literarische Kunstwerk. Eine Untersuchung aus dem Grenzgebiet der Ontologie, Logik und Literaturwissenschaft, Niemeyer, Halle 1931
- Untersuchungen zur Ontologie der Kunst: Musikwerk. Bild. Architektur. Film, Niemeyer, Tübingen 1962
- Der Streit um die Existenz der Welt, Bd. I, II/I, II/2. Niemeyer, Tübingen 1964
- Vom Erkennen des literarischen Kunstwerks, Niemeyer, Tübingen 1968
- Erlebnis, Kunstwerk und Wert. Vorträge zur Ästhetik 1937–1967, Niemeyer, Tübingen 1969
- Über die Verantwortung. Ihre ontischen Fundamente, Reclam, Stuttgart 1970
- Über die kausale Struktur der realen Welt. Der Streit um die Existenz der Welt, Band III, Niemeyer, Tübingen 1974
- Einführung in die Phänomenologie Edmund Husserls, Bd. 4: Gesammelte Werke 1994.
- Schriften zur Phänomenologie Edmund Husserls, W. Galewicz (Hrsg.), Niemeyer, Tübingen 1998
- Schriften zur frühen Phänomenologie, W. Galewicz (Hrsg.), Niemeyer, Tübingen 1999